# Riječani, Nikšić
Riječani este un sat din comuna Nikšić, Muntenegru. Conform datelor de la recensământul din 2003, localitatea are 52 de locuitori (la recensământul din 1991 erau 69 de locuitori).

## Demografie
În satul Riječani locuiesc 46 de persoane adulte, iar vârsta medie a populației este de 43,8 de ani (42,2 la bărbați și 45,5 la femei). În localitate sunt 17 gospodării, iar numărul mediu de membri în gospodărie este de 3,06.
Populația localității este foarte eterogenă.
|  |

| Demografie | Demografie | Demografie |
| An         | Locuitori  | Locuitori  |
| ---------- | ---------- | ---------- |
|            |            |            |
|            |            |            |
|            |            |            |
|            |            |            |
| 1948       | 145        |            |
| 1953       | 180        |            |
| 1961       | 153        |            |
| 1971       | 139        |            |
| 1981       | 66         |            |
| 1991       | 69         | 69         |
| 2003       | 52         | 52         |

| \| Componența etnică conform recensământului din 2003[2] \| Componența etnică conform recensământului din 2003[2] \| Componența etnică conform recensământului din 2003[2] \| Componența etnică conform recensământului din 2003[2] \| Componența etnică conform recensământului din 2003[2] \| \| ----------------------------------------------------- \| ----------------------------------------------------- \| ----------------------------------------------------- \| ----------------------------------------------------- \| ----------------------------------------------------- \| \| \| \| \| \| \| \| Muntenegreni \| Muntenegreni \| \| 30 \| 57,69% \| \| Sârbi \| Sârbi \| \| 12 \| 23,07% \| \| necunoscută \| necunoscută \| \| 1 \| 1,92% \| |              |  |    |        |
| Componența etnică conform recensământului din 2003 |              |  |    |        |
| |              |  |    |        |
| Muntenegreni | Muntenegreni |  | 30 | 57,69% |
| Sârbi | Sârbi        |  | 12 | 23,07% |
| necunoscută | necunoscută  |  | 1  | 1,92%  |